# Mariangela Fissore
Mariangela Fissore (Tolmezzo, 22 gennaio 1943) è un'ex schermitrice italiana, specializzata nel fioretto. Ha vinto una medaglia di bronzo ai Campionati mondiali di scherma.